# 1 Giant Leap
1 Giant Leap sono una band di concetto ed un progetto multimediale che consiste principalmente di due artisti Jamie Catto (fondatore dei Faithless) e Duncan Bridgeman.
Il loro primo album 1 Giant Leap ha ricevuto due nomination ai Grammy Awards e ha visto la collaborazione di artisti come Dennis Hopper, Kurt Vonnegut, Michael Stipe, Robbie Williams, Eddi Reader, Tom Robbins, Brian Eno, Baaba Maal, Speech, Asha Bhosle, Neneh Cherry, Anita Roddick, Michael Franti ed altri artisti ed autori.
Il loro primo singolo My Culture ha ottenuto un ottimo successo, entrando nella top ten inglese.

## Discografia

### Album
- 2002 - 1 Giant Leap
- 2009 - What about Me?

### Singoli
- 2002 - My Culture feat. Robbie Williams & Maxi Jazz - numero 9 UK
- 2002 - Braided Hair feat. Neneh Cherry & Speech - numero 78 UK